# هليون شوكي
هليون شوكي (الاسم العلمي: Asparagus aphyllus)، هو نبات معمر شوكي زاحف يتبع فصيلة الهليون، يمكن أن يصل إرتفاعه إلى40 - 80 سم.
هو نبات صالح للأكل وخاصة السيقان، ويتم تحضيره عادة في فصل الربيع، أزهاره تجذب النحل، ينتشر في منطقة البحر الأبيض المتوسط ومناطق أخرى من العالم، يتكاثر هذا النبات في المناطق الرطبة وكذلك القاحلة وبين الصخور وأكتاف الوديان.